# Гликолипид
Гликолипиди су једињења која у свом саставу садрже шећерну компоненту (гликон), спојену етарском везом, односно гликозидном (пошто се ради о шећеру) са глицеролом, док нешећерну компоненту (агликон) најчешће чини глицерол са две масне киселине везане естарским везама. Агликонски део може бити и сфингозидна база (сфингозин). Њихова примарна улога је обезбеђивање енергије. Они такође служе као маркери за ћелијско препознавање.

## Метаболизам
Они се јављају на местима где се угљено хидратни ланци везују са фосфолипидима на површини ћелијских мембрана. Угљени хидрати су нађени на спољашњој површини свих еукариотских ћелијских мембрана. Угљено хидратна структура гликолипида је контролисана гликозилтрансферазама које додају липиде, и гликозилхидролазама које модификују гликан након адиције. 
Они проширују фосфолипидни двослој у водено окружење изван ћелије, где они делују као места препознавања за специфичне хемикалије. Они исто тако помажу у одржавању стабилност мембране, и помажу у међусобном везивању ћелија којим се формирају ткива.
Сфинголипидозе могу да буду последица дефеката метаболизма.

## Типови гликолипида
Гликолипиди се према врсти агликонског дела могу поделити на:
1. Гликоглицеролипиде и
2. Гликосфинголипиде